# Королевский дворец (Афины)

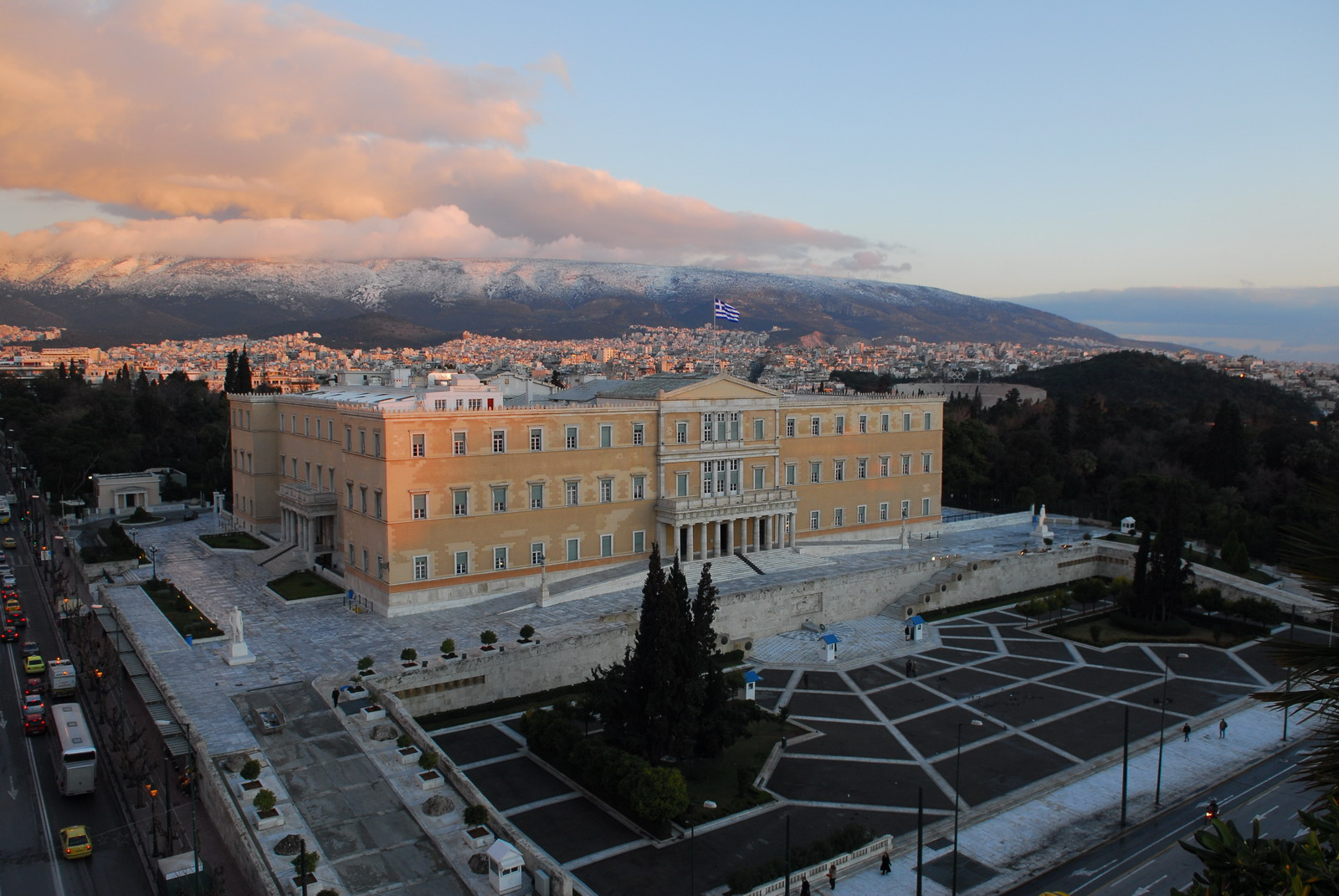
Вид на дворец с гостиницы «Гранд Бретань»

Королевский дворец, также известен как «Старый королевский дворец» (греч. Παλαιά Ανάκτορα) — первый королевский дворец в современной Греции, построенный в 1843 году. С 1934 года здание занимает парламент Греции. Старый дворец расположен в центре современных Афин, выходя фасадом на площадь Синтагма.

## История
Дворец был спроектирован баварским архитектором Фридрихом фон Гертнером для короля Греции Оттона и его жены, королевы Амалии на средства отца Оттона, короля Людвига I Баварского. Первоначально дворец предлагали разместить на площади Омония, в Керамике или даже на вершине Акрополя.
Строительство началось в 1836 году и закончилось в 1843 году. Так как он служил в качестве дворца греческих монархов около ста лет, его иногда называют Старый дворец.
После пожара 1909 года наступил длительный период реконструкции. На время ремонтных работ король и королевская семья переехали во Дворец наследного принца, с тех пор известный как Новый дворец, в одном квартале к востоку, на улице Герода Аттика.
Некоторые члены королевской семьи, в основном, вдовствующая королева Ольга, жили во дворце вплоть до 1922 года. В 1924 году по результатам референдума монархия была упразднена. Здание использовалось для различных целей — для размещения государственных и общественных учреждений в 1920-е, как госпиталь во время Второй мировой войны, приют для греческих беженцев из Малой Азии в 1922, музей личных вещей Георга I (ныне часть коллекции Национального исторического музея) и др.
В ноябре 1929 года правительство приняло решение разместить в здании парламент. После ремонтных работ Сенат был созван в Старом дворце 2 августа 1934, затем пятая Национальная ассамблея 1 июля 1935 года. Несмотря на то, что монархия была реставрирована в том же году, здание по-прежнему занимает парламент.